# Fuentes de Andalucía
Fuentes de Andalucía és una localitat de la província de Sevilla, Andalusia, Espanya. En l'any 2005 tenia 7378 habitants. La seva extensió superficial és de 150 km² i té una densitat de 49,2 hab/km². Les seves coordenades geogràfiques són 37° 28′ N, 5° 20′ O. Està situada a una altitud de 183 metres i a 61 quilòmetres de la capital de província, Sevilla, emplaçada en una fèrtil plana entre els rius Genil i Corbones, en la vall del Guadalquivir.

## Història
El terme de Fuentes de Andalucía es va formar en el segle xix, per la unió dels senyorius de Fuentes i la Monclova. El reduït terme de Fuentes, format a costa dels d'Écija i Carmona, està situat entre els rius Genil i Corbones, sent el seu principal artèria fluvial el riu Arroyo Madrefuentes, dit Guadalbardilla pels àrabs.
En terrenys del terme municipal de Fuentes es constata la presència humana des de temps molt remots. Les restes arqueològiques que cobreixen el sòl revelen l'existència en aquells llocs de pobladors turdetans durant diversos segles. També hi es troba localitzada, prop de la Monclova, la ciutat ibèrica d'Obúlcula, una de les ciutats bètiques de la regió turdetana, segons Claudi Ptolemeu.
La vila de Fuentes va ser reconquistada als àrabs cap a l'any 1248 i en els repartiments d'Écija se li cita expressament, apareixent inclosa en el terme de Carmona segons l'alboz atorgat per privilegi d'Alfons X el Savi el 1255 a aquesta ciutat. L'existència d'habitants en aquests llocs en temps musulmans està totalment acceptada, degut, a més de la presència de restes arqueològiques a l'existència del Castell de Fuentes, la construcció del qual posseïx una marcada tendència àrab. Les terres van ser repartides entre els senyors que havien contribuït a la reconquesta i entre els Ordes Militars, que ajudaven al rei a aquest fi. A una d'aquestes, la d'Alcántara, se li van concedir grans extensions en la part occidental, en un lloc anomenat La Aljabara.
A mitjan segle xiv, el castell i el caseriu van passar, concedits per Alfons XI de Castella en 1316, a ser senyoriu d'Alvar Pérez de Guzmán, Agutzil Major de Sevilla i descendent dels Medina Sidonia, al que no se li va donar cap territori al voltant del castell, ja que en els repartiments d'Écija la fita de la delimitació dels termes d'Écija, Marchena, i Carmona està situat en el naixement del riu Guadalbardilla. No obstant això, al llarg del segle xv, els senyors de Fuentes van anar ocupant territoris, especialment en l'El Algarvejo, on es va portar a terme una intensa rompuda i plantació de vinyes.
Els plets continuarien fins que el rei Felip II va concedir als senyors de Fuentes jurisdicció Civil i Criminal sobre els terrenys situats a cent passos de la vila de Fuentes. Posteriorment el senyoriu de Fuentes es va vendre a Alonso Fernández i a la seva dona Isabel Belmana, filla de Guillén de las Casas, Tresorer Major d'Andalusia, a qui Enric II els va concedir el Mayorazgo i dels quals procedeix la casa dels Marquesos de Fuentes, que van prendre el cognom del seu Senyoriu i habitaven el Castell de Fuentes. El Marquesat de Fuentes va ser concedit per Felip III, el 15 de febrer de 1606, a Gomez de Fuentes Guzmán, Cavaller de Santiago. A mitjan segle xviii el senyoriu i el títol havien entrat en la jurisdicció del Comte de Torralba.
Els terrenys de la Monclova van quedar en poder real i posteriorment van ser donats, com a senyoriu, per Alfons XI a Micer Egidio Bocanegra, conegut com a Gil Bocanegra, dissetè almirall de Castella, prestigiós marí genovès lloc al servei real, per la seva actuació en la presa de la ciutat d'Algesires, al derrotar a l'armada dels pobles nord-africans i fer-se amo del mar, estrenyent el cèrcol a la ciutat fins a la seva total rendició.
Les Corts de Cadis van abolir els drets nobiliaris i amb ells la jurisdicció Civil i Criminal sobre la Vila dels Marquesos de Fuentes. Posteriorment es van unir en un mateix municipi els territoris pertanyents a la Vila de Fuentes i al Senyoriu de la Monclova constituint l'actual terme municipal de Fonts d'Andalusia, nom que es va començar a utilitzar ja en 1778, en un document testimonial de l'advocat Miguel de Padilla Infante, que després seria corregidor de la Vila, datat el dia 10 de març. A partir de l'any 1791 es generalitza el nom.
El 18 de juliol de 1936, un cop esclatada la guerra civil espanyola, el poble va quedar en mans dels falangistes, que hi van dur a terme una forta repressió. En un dels fets més coneguts, una vintena de dones foren dutes en un camió a la finca d'Aguaucho, on després de servir-los l'esmorzar foren violades, assassinades i llançades a un pou. La Comisión de la Memoria Histórica Fontaniega ha demanat una subvenció a la Junta d'Andalusia per tal d'exhumar la fossa i fer-hi un monument.